# مانوسك
 مانوسك ، (بالفرنسية: Manosque)‏، (أكتون:Manòsca)، هي أكبر بلدة وبلدية فرنسية في إقليم ألب البروفنس العليا، في جنوب شرق فرنسا. ومع ذلك، فهي ليست مقاطعة (عاصمة) الدائرة، التي توجد في مدينة ديني ليه باين الأصغر. مانوسك تقع في الطرف الشرقي الأقصى من لوبيرون، بالقرب من نهر دورانس.

## توأمة
لمانوسك اتفاقيات توأمة مع كل من:
- لاينفلدن-إشتردينغن
- فوغيرا

## أعلام
- أدولف بلان
- جوليان الفارس
- جان ميشال بايل
- جان جيونو
- مارسيل أرنولد
- جيسي بي
- دانيال باربييه
- كريستيان باربييه